# Scooby-Doo! Fantasmi a Hollywood
Scooby-Doo - Fantasmi a Hollywood (LEGO Scooby-Doo! Haunted Hollywood) è un film di animazione del 2016, diretto da Rick Morales, basato sui personaggi di Scooby-Doo in co-produzione con LEGO per promuovere la nuova collezione basata sul cartone.
Prodotto dalla Warner Bros. Animation, è stato distribuito negli Stati Uniti il 10 maggio 2016, mentre in Italia è andato in onda in Prima Tv su Cartoon Network Lego Days, canale a tema che per un tempo limitato ha rimpiazzato Cartoon Network +1, l'8 febbraio 2017. Il film è il secondo frutto della collaborazione tra LEGO e Warner Bros., preceduto da Scooby-Doo! e il tesoro del Cavaliere Nero in linea temporale e seguito dal secondo lungometraggio Scooby-Doo! Grande festa in spiaggia.

## Trama
Shaggy e Scooby vincono dei biglietti per visitare i famosi Brickton Studios, storici produttori di film horror, ora in bancarotta. Il magnate degli studios è sull'orlo del fallimento e pensa di venderli al suo concorrente, nel frattempo a peggiorare le cose ci pensano mostri classici, come il cavaliere senza testa e la mummia della tomba, che impediscono la produzione dell'unico film rimasto come speranza. La gang darà una mano improvvisandosi registi e attori.